# بريزيديو
بريزيديو (بالإنجليزية: Presidio)‏ هي مدينة أمريكية تقع في ولاية تكساس.تبلغ مساحة هذه المدينة 6.7 (كم²)،ويبلغ عدد سكانها 4167 نسمة حسب إحصاء سنة 2010 م. تشير إحصاءات سنة 2000م بان الكثافة السكانية في هذه المدينة تقدر بـ(625.5) نسمة/كم2.

## التركيبة السكانية
حدّد مكتب تعداد الولايات المتحدة بيانات التركيبة السكانية لبريزيديو في تعداد الولايات المتحدة. في ما يلي، التركيبة السكانية حسب تعدادي 2000 و2010.

### تعداد عام 2000
بلغ عدد سكان بريزيديو 4,167 نسمة بحسب تعداد عام 2000، وبلغ عدد الأسر 1,285 أسرة وعدد العائلات 1,033 عائلة مقيمة في المدينة. في حين سجلت الكثافة السكانية 624.7 نسمة لكل كيلومتر مربع (1,618.0/ميل2). وبلغ عدد الوحدات السكنية 1,541 وحدة بمتوسط كثافة قدره 231 لكل كيلومتر مربع (598.3/ميل2).
وتوزع التركيب العرقي للمدينة بنسبة 83.39% من البيض و0.10% من الأمريكيين الأفارقة و0.14% من الأمريكيين الأصليين و0.05% من الأمريكيين ذوي الأصول الآسيوية و0.02% من سكان جزر المحيط الهادئ و15.43% من الأعراق الأخرى و0.86% من عرقين مختلطين أو أكثر و94.12% من الهسبانيون أو اللاتينيون من أي عرق.
بلغ عدد الأسر 1,285 أسرة كانت نسبة 56% منها لديها أطفال تحت سن الثامنة عشر تعيش معهم، وبلغت نسبة الأزواج القاطنين مع بعضهم البعض 62.6% من أصل المجموع الكلي للأسر، ونسبة 14.4% من الأسر كان لديها معيلات من الإناث دون وجود شريك، بينما كانت نسبة 3.4% من الأسر لديها معيلون من الذكور دون وجود شريكة وكانت نسبة 19.6% من غير العائلات. تألفت نسبة 18.8% من أصل جميع الأسر من عدة أفراد يعيشون في نفس المنزل ونسبة 10.5% كانت تتألف من شخص يعيش بمفرده يبلغ من العمر 65 عاماً أو أكثر. وبلغ متوسط حجم الأسرة المعيشية 3.24، أما متوسط حجم العائلات فبلغ 3.73.
بلغ العمر الوسطي للسكان 28.5 عاماً. وكانت نسبة 37.2% من القاطنين تحت سن الثامنة عشر، وكانت نسبة 8.7% بين الثامنة عشر والرابعة والعشرين عاماً، ونسبة 25.5% كانت واقعةً في الفئة العمرية ما بين الخامسة والعشرين والرابعة والأربعين عاماً، ونسبة 17.4% كانت ما بين الخامسة والأربعين والرابعة والستين، ونسبة 11.1% كانت ضمن فئة الخامسة والستين عاماً فما فوق. يوجد لكل 100 أنثى 89.8 ذكر، ويوجد لكل 100 أنثى في الثامنة عشر من عمرها فما فوق 84.7 ذكر.
بلغ متوسط دخل الأسرة في المدينة 18,031 دولارًا، أما متوسط دخل العائلة فبلغ 19,601 دولارًا. وكان متوسط دخل الذكور 20,469 دولارًا مقابل 15,000 دولارًا للإناث. وسجل دخل الفرد الخاص بالمدينة 7,098 دولارًا. وكانت نسبة 40.4% من العائلات ونسبة 43% من السكان تحت خط الفقر، وكان من هؤلاء نسبة 48.3% تحت سن الثامنة عشر ونسبة 64.5% في الخامسة والستين من العمر وما فوق.

### تعداد عام 2010
بلغ عدد سكان بريزيديو 4,426 نسمة بحسب تعداد عام 2010، وبلغ عدد الأسر 1,473 أسرة وعدد العائلات 1,105 عائلة مقيمة في المدينة. في حين سجلت الكثافة السكانية 663.6 نسمة لكل كيلومتر مربع (1,718.7/ميل2). وبلغ عدد الوحدات السكنية 1,756 وحدة بمتوسط كثافة قدره 263.3 لكل كيلومتر مربع (681.9/ميل2).
وتوزع التركيب العرقي للمدينة بنسبة 84.86% من البيض و0.61% من الأمريكيين الأفارقة و0.38% من الأمريكيين الأصليين و1.67% من الأمريكيين ذوي الأصول الآسيوية و10.96% من الأعراق الأخرى و1.51% من عرقين مختلطين أو أكثر و93.79% من الهسبانيون أو اللاتينيون من أي عرق.
بلغ عدد الأسر 1,473 أسرة كانت نسبة 46.6% منها لديها أطفال تحت سن الثامنة عشر تعيش معهم، وبلغت نسبة الأزواج القاطنين مع بعضهم البعض 56.6% من أصل المجموع الكلي للأسر، ونسبة 15.5% من الأسر كان لديها معيلات من الإناث دون وجود شريك، بينما كانت نسبة 2.9% من الأسر لديها معيلون من الذكور دون وجود شريكة وكانت نسبة 25% من غير العائلات. تألفت نسبة 23.2% من أصل جميع الأسر من عدة أفراد يعيشون في نفس المنزل ونسبة 14.9% كانت تتألف من شخص يعيش بمفرده يبلغ من العمر 65 عاماً أو أكثر. وبلغ متوسط حجم الأسرة المعيشية 3.00، أما متوسط حجم العائلات فبلغ 3.61.
بلغ العمر الوسطي للسكان 36.0 عاماً. وكانت نسبة 32.6% من القاطنين تحت سن الثامنة عشر، وكانت نسبة 8.1% بين الثامنة عشر والرابعة والعشرين عاماً، ونسبة 20.4% كانت واقعةً في الفئة العمرية ما بين الخامسة والعشرين والرابعة والأربعين عاماً، ونسبة 22.6% كانت ما بين الخامسة والأربعين والرابعة والستين، ونسبة 16.3% كانت ضمن فئة الخامسة والستين عاماً فما فوق. وتوزع التركيب الجنسي للسكان بنسبة 48.1% ذكور و51.9% إناث.